# Vipio infortunatus
Vipio infortunatus är en stekelart som först beskrevs av Schulz 1906.  Vipio infortunatus ingår i släktet Vipio och familjen bracksteklar. Inga underarter finns listade i Catalogue of Life.